# Raimundo Rolón

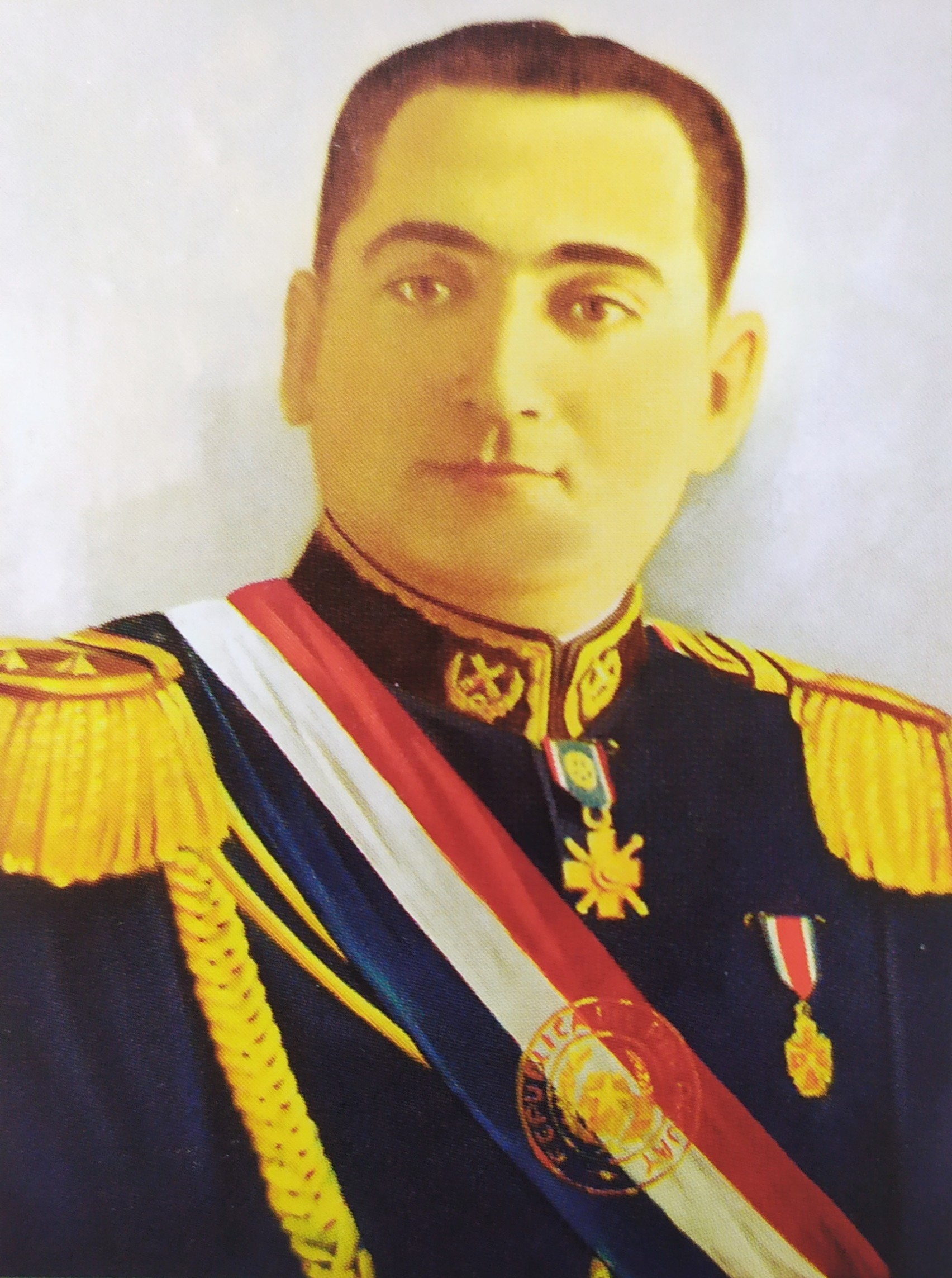
Raimundo Rolón

Raimundo Rolón Villasanti (* 14. März 1903 in Paraguarí; † 17. Dezember 1981 in Asunción) war ein paraguayischer General und kurzzeitig Präsident von Paraguay.

## Leben
Nach dem Schulbesuch trat Rolón in das Militär ein und wurde 1923 Unterleutnant der Artillerie sowie 1926 zum Leutnant befördert. 1929 fand er Verwendung als Hauptmann bei der Artilleriegruppe 2 Capitán Roa, ehe während des Chacokrieges von 1932 bis 1935 im Jahr 1933 zum Major befördert wurde. Als Oberstleutnant wurde er kurz darauf Leiter der Abteilung für Operationen des Generalstabes. 1939 wurde er zunächst zum Oberst und schließlich 1947 zum Brigadegeneral befördert.
Am 13. Juni 1948 wurde er von Präsident Juan Manuel Frutos zum Verteidigungsminister in dessen Kabinett berufen und behielt dieses Amt auch unter Frutos’ Nachfolger Juan Natalicio González bis zum 29. Januar 1949.
Am 30. Januar 1949 war er maßgeblich am Sturz von Präsident González beteiligt und übernahm anschließend das Amt des Präsidenten. Nach nur 28-tägiger Präsidentschaft wurde Rolón am 27. Februar 1949 selbst durch einen Putsch abgesetzt und durch Felipe Molas López, einen früheren Bürgermeister von Asunción, als Präsident abgelöst.
Nach Verwendungen in der Zivilverwaltung war er Polizeipräsident von Asunción, Botschafter in Brasilien sowie Direktor für Zölle und Häfen. Später wurde er Mitglied des Senats.
| Vorgänger               | Amt                                                    | Nachfolger         |
| ----------------------- | ------------------------------------------------------ | ------------------ |
| Juan Natalicio González | Präsident Paraguays 30. Januar 1949 – 27. Februar 1949 | Felipe Molas López |

| Personendaten    | Personendaten                                   |
| ---------------- | ----------------------------------------------- |
| NAME             | Rolón, Raimundo                                 |
| ALTERNATIVNAMEN  | Rolón Villasanti, Raimundo (vollständiger Name) |
| KURZBESCHREIBUNG | paraguayischer Politiker und Brigadegeneral     |
| GEBURTSDATUM     | 14. März 1903                                   |
| GEBURTSORT       | Paraguarí                                       |
| STERBEDATUM      | 17. Dezember 1981                               |
| STERBEORT        | Asunción                                        |